# Cour administrative d'appel de Paris
Cet article possède un paronyme, voir Cour d'appel de Paris.
La cour administrative d'appel de Paris est une des neuf cours administratives d’appel françaises.

## Organisation

Carte des ressorts des Cours administratives d'appel (CAA de Paris en bleu foncé) ; ceux des tribunaux administratifs (TA), interdépartementaux en France métropolitaine, sont délimités par les lignes en gras.

La cour est la juridiction d’appel des décisions rendues par :
- le tribunal administratif de Paris,
- le tribunal administratif de Montreuil,
- le tribunal administratif de Nouvelle-Calédonie,
- les tribunaux administratifs de Melun, de Polynésie française et de Wallis-et-Futuna[1].

## Personnel
La cour est composée de quarante sept magistrats, siégeant au sein de neuf chambres. 
Sa présidente est Pascale Fombeur, conseillère d'État.

## Présidents
- 1988-1996 : Pierre Rivière[3]
- 1996-1997 : Jean-Pierre Leclerc[4]
- 1997-2007 : Pierre-François Racine[5]
- 2007-2010 : Bruno Martin-Laprade [6]
- 2010-2021 : Patrick Frydman[7]
- Depuis 2021 : Pascale Fombeur

## Site
La cour est située au 68, rue François Miron, dans le 4e arrondissement de Paris dans l’Hôtel de Beauvais, depuis 2003.
Ce site est desservi par la station de métro Saint-Paul.

## Galerie

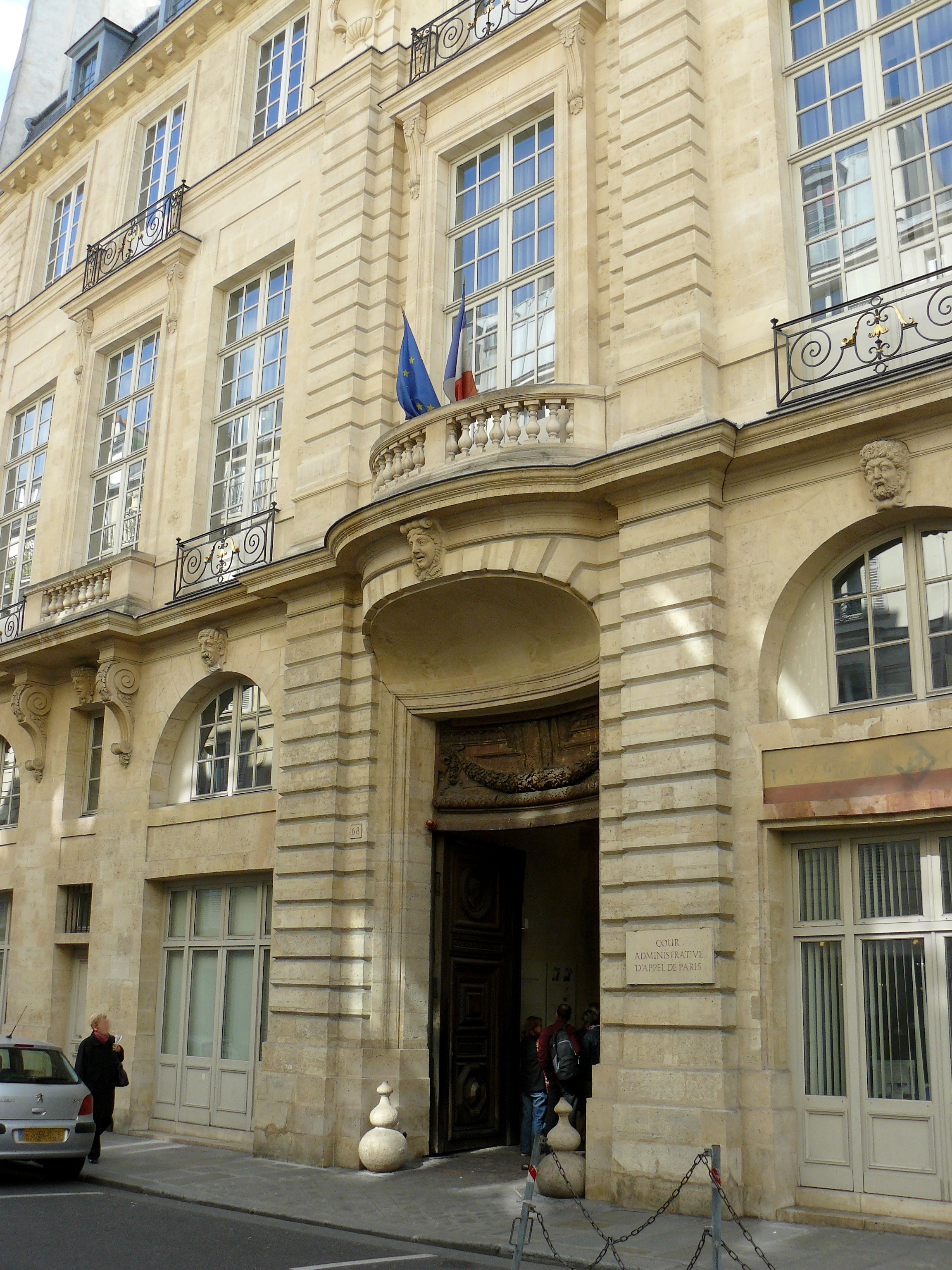
Entrée de l’hôtel de Beauvais.
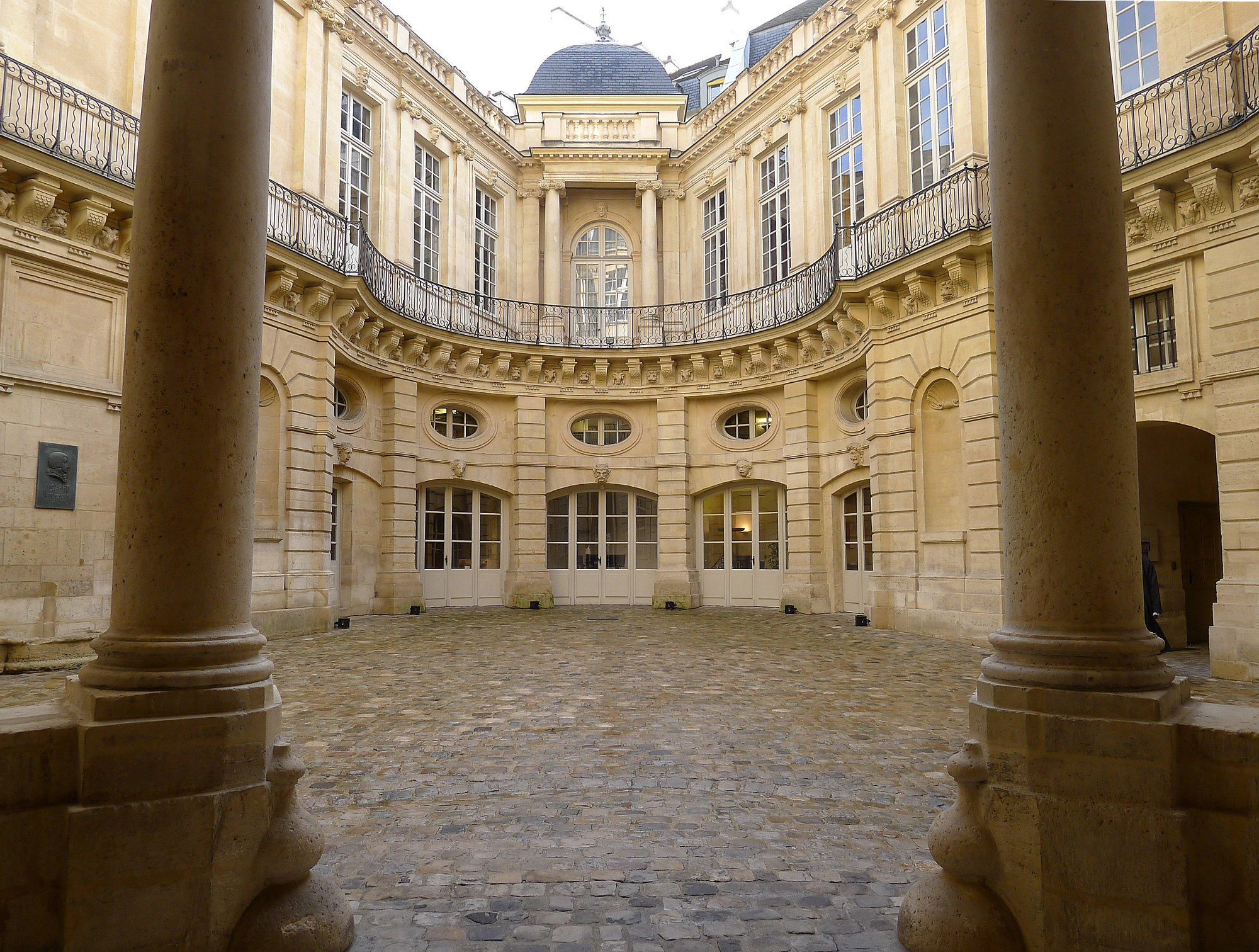
Cour intérieure.
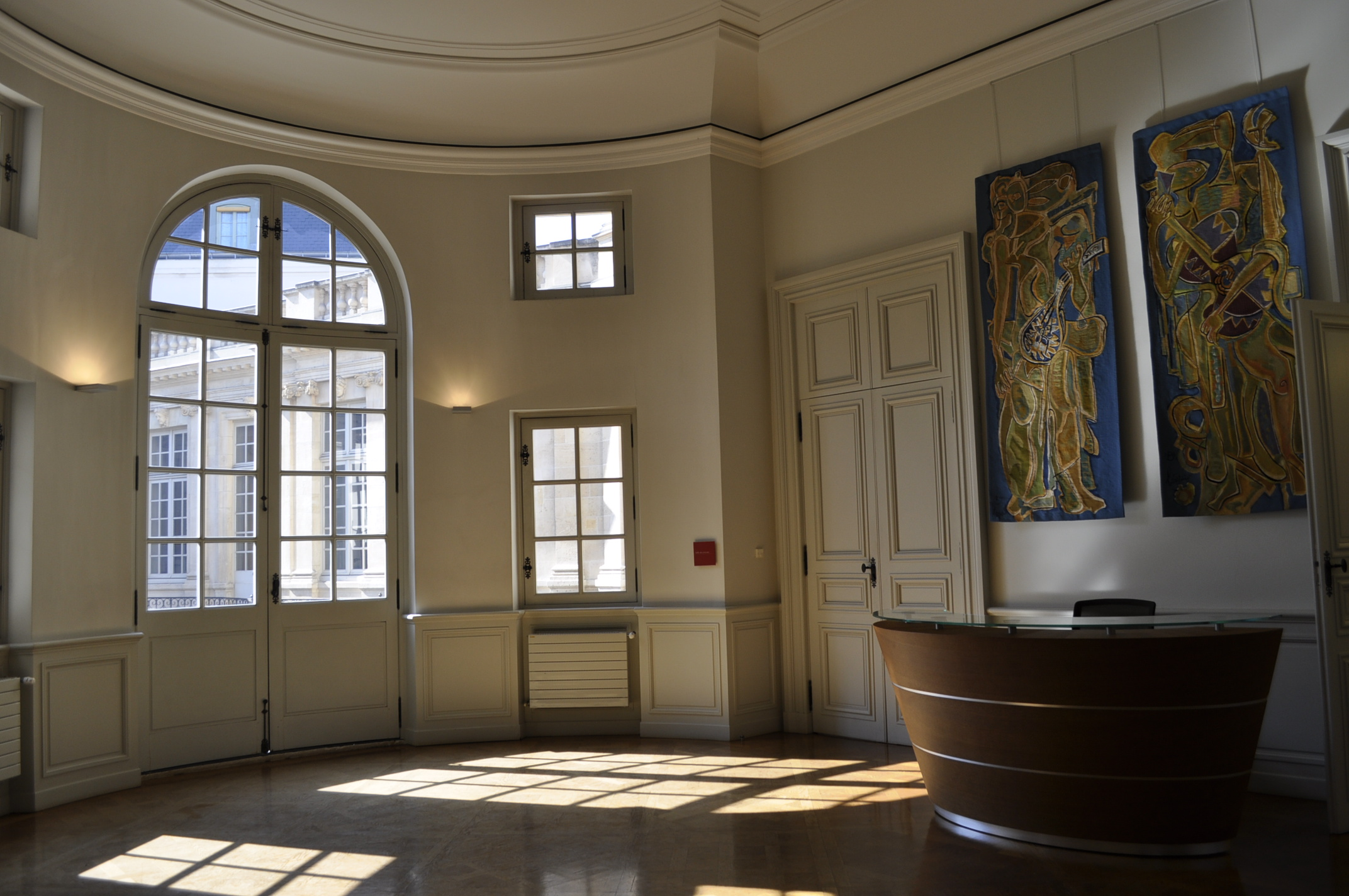
Salle des pas perdus.
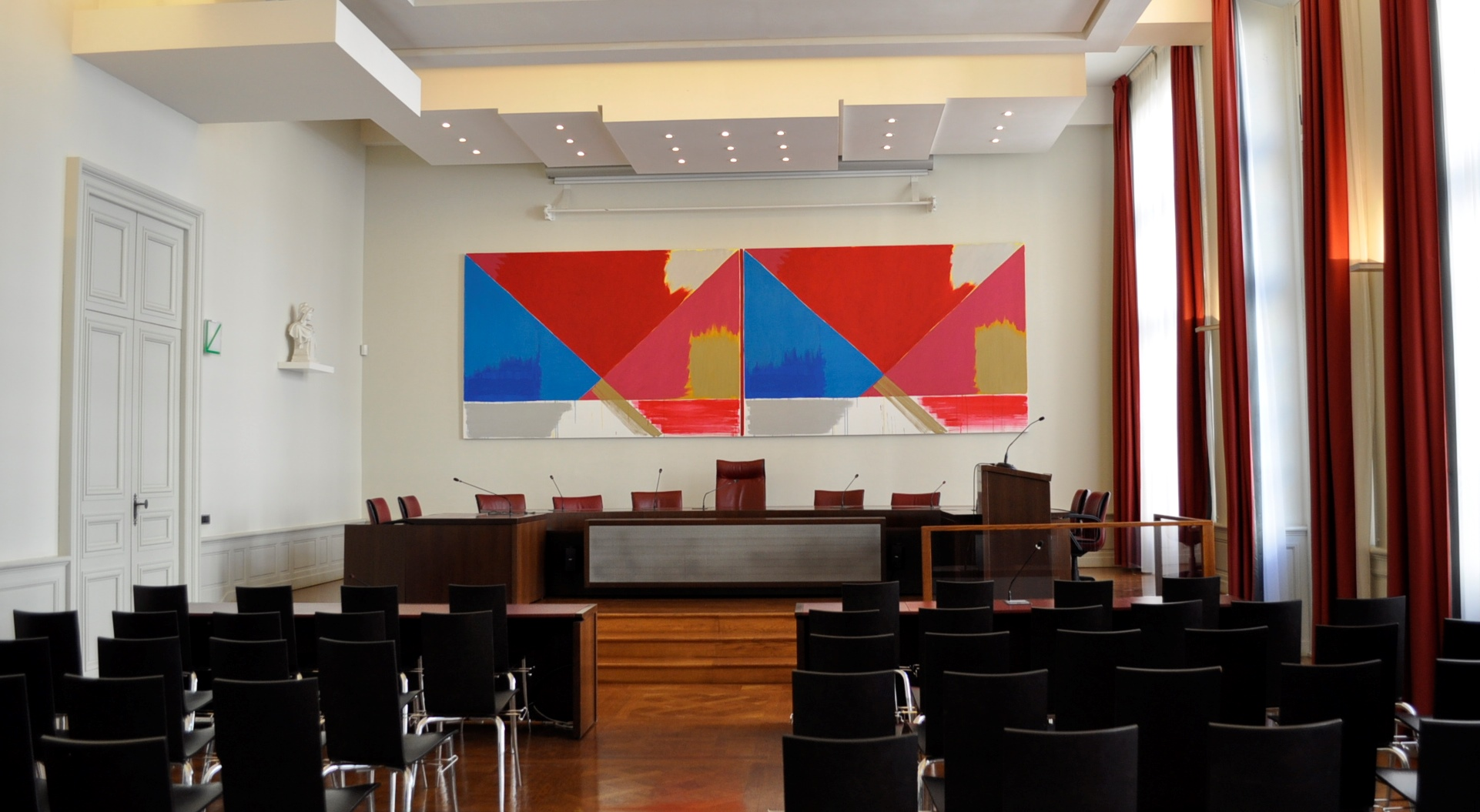
Salle d’audience.